# Nemoura rickeri
Nemoura rickeri är en bäcksländeart som beskrevs av Jewett 1971. Nemoura rickeri ingår i släktet Nemoura och familjen kryssbäcksländor. Inga underarter finns listade i Catalogue of Life.